# Julius von Haeften
Julius von Haeften (geboren am 6. März 1802 in Bayreuth; gestorben am 22. August 1866 in Goch (Kastell)) war ein preußischer Verwaltungsjurist und Landrat des Kreises Kleve.

## Leben
Der Protestant Julius von Haeften war der Sohn des Gutsbesitzers in Goch, Friederich von Haeften, und dessen Ehefrau Ernestine Charlotte Luise von Haeften, geborene Duchesne von Ruville. Nach seiner schulischen Ausbildung, die Julius von Haeften in Wesel, Kleve und Dortmund erhalten hatte, studierte er in Heidelberg und Berlin Rechtswissenschaften. Seine juristische Ausbildung setzte er ab dem 29. September 1825 als Auskultator am Kammergericht in Berlin und nach Ernennung zum Gerichtsreferendar am 28. Februar 1828 am Oberlandesgericht Hamm fort, bevor er mit Ablegung des dritten Examens und unter Ernennung zum Gerichtsassessor (19. August 1831) an das Stadt- und Landgericht Lüdenscheid wechselte. Als weitere berufliche Stationen folgten am 2. Juni 1834 die Qualifikation als Oberlandesgerichtsassessor mit der Anciennität vom 29. April und am 3. Dezember 1840 die Ernennung zum Landgerichtsrat in Kleve.
Mit der Wahl vom 8. September 1846 und der anschließenden Ernennung mittels Allerhöchster Kabinettsorder vom 26. Oktober zum Landrat des Kreises Kleve folgte von Haeften formell auf den langjährigen Vorgänger Christian Friedrich von der Mosel. Nach nahezu 12 Jahren und unter Beförderung zum Oberregierungsrat und Abteilungsdirigenten erfolgte am 10. April 1858 von Haeftens letzte Versetzung (Amtseinführung am 21. Mai) an die Königlich Preußische Regierung zu Arnsberg. Diese Stellung bekleidete er bis zu seinem Tod.
1856 erhielt er den Rechtsritterschlag als Mitglied des Johanniterordens und wurde deren Kommendator für die Rheinprovinz.

## Familie
Julius von Haeften heiratete am 24. Mai 1834 in Uentrop Julie Friederike Augusta Freiin von der Recke (geboren am 29. September 1810 in Uentrop; gestorben am 16. November 1883 in Kastell Goch), eine Tochter des Freiherren Ferdinand Johann Ludwig Wilhelm Gisbert von der Recke und dessen Ehefrau Henriette Friderica von der Recke, geborene von Maltitz. Das Ehepaar hatte die Kinder Julius, 1837 jung verstorben, Ernst als Erbe väterlichen Güter, Tochter Friederike und deren Schwester Jenny heirateten den späteren General Hermann von Liebermann. Julius von Haeften hatte zwei Geschwister, Maria ehelichte Julius von Wurmb, der Bruder Ludwig (1804–1829) agierte als Auskultator.